# Cycledomia
Cycledomia es un género de foraminífero bentónico de la subfamilia Praerhapydionininae, de la familia Soritidae, de la superfamilia Soritoidea, del suborden Miliolina y del orden Miliolida. Su especie tipo es Edomia iranica. Su rango cronoestratigráfico abarca desde el Cenomaniense superior hasta el Turoniense inferior (Cretácico superior).

## Clasificación
Cycledomia incluye a las siguientes especies:
- Cycledomia iranica